# Ética jurídica

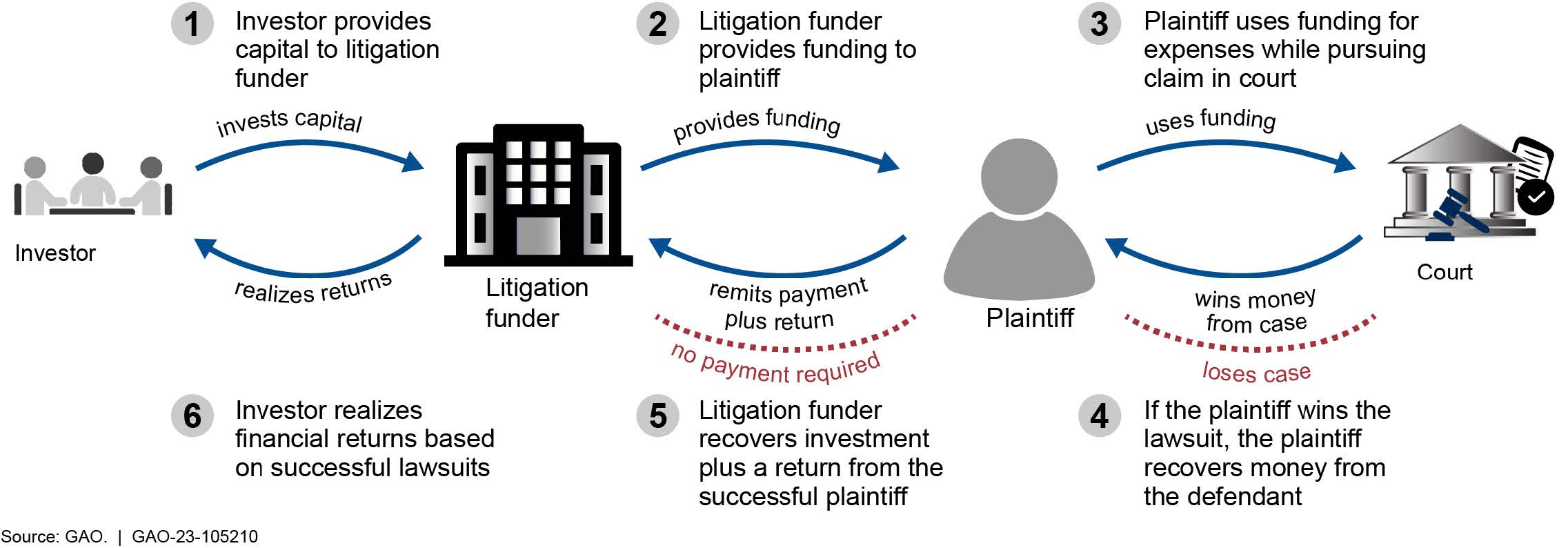
Esta imagen es un extracto de un informe de la GAO de Estados Unidos: Financiamiento de litigios por parte de terceros: características del mercado, datos y tendencias Nota: Los financiadores de litigios suelen ser empresas privadas que obtienen capital de inversión de una variedad de inversores, como fondos de donaciones y fondos de pensiones.

La ética jurídica se encarga del estudio de los valores del ser humano, lo bueno y lo malo, de la moral y el derecho, aplicados a los profesionales que trabajan en el ámbito jurídico, siendo una exigencia suya emitir una opinión más, acerca de lo bueno o lo malo; donde se trata de emitir juicios sobre la maldad o bondad de algo, pero dando siempre la causa o razón de dicho juicio. La realización de una conducta desleal por parte de los abogados puede dar lugar a una sanción disciplinaria impuesta por la respectiva asociación de éstos profesionales y además a una sanción penal. En una sociedad fundada en el respeto a la justicia, el abogado tiene un papel fundamental; su misión no se limita a ejecutar fielmente un mandato en el marco de la ley. En un Estado de derecho, el abogado es indispensable para la justicia y para los justiciables, pues tiene la obligación de defender los derechos y las libertades; es tanto el asesor como el defensor de su cliente.

## Virtudes en las profesiones jurídicas
- autonomía
- independencia (sólo el juez, autodeterminación judicial)
- imparcialidad (equidad entre las partes)
- conocimiento (de la materia)
- prudencia (racionar la conducta)
- justicia (dar a cada quien lo que merece)
- fortaleza (valentía en su decisión)
- honestidad (apegarse a un sueldo o salario)
- decoro (conducirse con propiedad)
- secreto o confidencialidad (evitar complicaciones)
- cortesía o afabilidad (con respeto a las partes)
- diligencia (presuncional e instrumental)
- transparencia (nada oculto)
- responsabilidad (ética y profesionalismo)